# Prima☆Stella
《Prima☆Stella》（日语：プリマ☆ステラ）是日本Atelier KAGUYA(アトリエかぐや)在2008年6月27日發售的戀愛冒險類型成人遊戲。2009年9月18日發售與合併的Fan disc《プリ☆さら 〜ドキドキ×らぶらぶWファンディスク〜》。2009年10月29日由AICHERRY發售DVDPG版。遊戲名稱Prima Stella是義大利語，中文翻譯是第一星。

## 故事
榊晃輔是被視為有能力參加世界大賽的學生游泳選手。暑假的某一天晃輔為了保護路人而發生交通意外也因此陷入昏迷。在事發2個月後奇蹟般的清醒過來並繼續往自己的夢想前進，但2個月的空白和交通意外傷害而陷入困境。就在這個時候，有名的大小姐學院「聖星女學院」的相關人員邀請晃輔來學院交換留學。

## 角色介紹

### 主要角色
榊晃輔
本作的男主角。陶山学園的2年級學生，游泳部的部員。
東方院静歌（聲：Miru）
聖星女學院的2年光組學生。在交通意外被晃輔所救，得知他的困境後而自責，因此透過老家的影響力暗中幫助晃輔進入學院。
苧島久住（聲：草柳順子）
聖星女學院的3年月組學生，晃輔的表姊，擔任星令會（學生會）的會長。
日秀巴
聖星女學院的1年花組學生，出身在普通的家庭。
高鷲雅（聲：牧泉美）
聖星女學院的2年光組學生，網球部的部員。

### 其他角色
桐島悠（聲：川島梨乃）
聖星女學院的3年月組學生，擔任星令會的副會長和游泳部的部長。
小早川美雪（聲：深井晴花）
聖星女學院的修女，理事長的孫女。擔任班級老師、神學老師、游泳部的顧問、宿舍長。
古畑海（聲：広野大地）
陶山学園的3年級學生，游泳部的部長。
榊周平
晃輔的父親。
榊早百合
晃輔的母親。
東方院宗継
静歌的父親，東方院集團總帥兼東方院貿易會長。
東方院梢
静歌的母親。
苧島幸造
久住的父親。苧島書店集團總帥。
苧島睦美
久住的母親。
藤堂俊司
苧島集團中藤堂派的大少爺。
枡古京子
聖星女學院新聞部的部長。
北条麗
星令會的風紀委員會代表員。
皆本颯
鳳院學園1年級學生，網球部部員。
風祭結命
與晃輔交換到陶山學園留學的女學生。
柏木幾都
陶山學園的2年級學生，晃輔的同學與朋友。
藍澤
静歌路線中與静歌交換到聖星女學院留學的女學生。

## 工作人員
- 企劃/原案/監製：佐藤輝政
- 原畫：choco chip
- 劇本：神無月ニトロ、速水漣、玉沢円、春日森、近江達裕、須永成人
- 音樂：、Mas Sawada
- CG：濱田麻里
- 影片：満月唯人、miki、速水漣、癸乙夜
- 製作人：徳川信長

## 主題曲
片頭曲『prime star』
作詞：速水漣　作曲/編曲：不知火つばさ　歌：Riryka
插入曲『twinkle white snow』
作詞：yuiko　作曲/編曲：Meis Clauson　歌：yuiko
插入曲『your song』
作詞：春日森　作曲/編曲：くど　歌：yuiko
片尾曲『僕らの未来』
作詞：Riryka　作曲/編曲：北沢のぶぞう　歌：Riryka

## 相關商品
小說
- プリマ☆ステラ

著者：速水漣、近江達裕　插畫：濱田麻里　出版社：HARVEST出版　發售日：2008年11月15日　ISBN 9784434124648
CD
- プリマ☆ステラ OP＆EDテーママキシシングル

發行：Star Rose Label　發售日：2008年6月27日

## 評價
Prima☆Stella在Getchu.com的2008年美少女遊戲排名中綜合部門第11名、劇本部門第8名、系統部門第17名、繪圖部門第11名、影片部門第16名、歌唱部門第20名、BGM部門第18名、命名部門第19名。

## 外部連結
- 官方網站 （页面存档备份，存于）（日語）